# Terceira Partilha da Polônia
A Terceira Partição da Polônia (1795) foi a última de uma série de Partições da Polônia-Lituânia e das terras da Comunidade Polaco-Lituana entre a Prússia, a Monarquia de Habsburgo e o Império Russo, que efetivamente encerrou a soberania nacional polaco-lituana até 1918. A partição foi o resultado da Revolta de Kościuszko e foi seguida por uma série de revoltas polonesas e lituanas durante o período. 

## Antecedentes
Após a Primeira Partição da Polônia em 1772, em uma tentativa de fortalecer a Comunidade significativamente enfraquecida, o Rei Stanisław August Poniatowski colocou em prática uma série de reformas para melhorar o sistema militar, político, econômico e social da Polônia. Essas reformas atingiram seu clímax com a promulgação da Constituição de Maio em 1791, que estabeleceu uma monarquia constitucional com separação em três poderes de governo, fortaleceu a burguesia e aboliu muitos dos privilégios da nobreza, bem como muitas das antigas leis da servidão. Além disso, para fortalecer a posição internacional da Polônia, o Rei Estanislau assinou o Pacto Polaco-Prussiano de 1790. Irritada com o que era visto como reformas perigosas, ao estilo jacobino, a Rússia invadiu a Polônia em 1792, dando início à Guerra em Defesa da Constituição. Abandonada por seus aliados prussianos e traída pelos nobres poloneses que desejavam restaurar os privilégios perdidos sob a Constituição de Maio, a Polônia foi forçada a assinar a Segunda Partição em 1793, que cedeu Dobrzyn, Kujavia e uma grande parte da Grande Polônia para a Prússia e todas as províncias orientais da Polônia, da Moldávia à Livônia, para a Rússia, reduzindo a Polônia a um terço de seu tamanho original antes da Primeira Partição. 
Indignadas com a humilhação cada vez maior da Polônia por seus vizinhos e com a traição da nobreza polonesa, e encorajadas pela Revolução Francesa que se desenrolava na França, as massas polonesas rapidamente se voltaram contra as forças de ocupação da Prússia e da Rússia. Após uma série de revoltas nacionais, em 24 de março de 1794, o patriota polonês Tadeusz Kościuszko assumiu o comando das forças armadas polonesas e declarou uma revolta nacional contra os ocupantes estrangeiros da Polônia, marcando o início da Revolta de Kościuszko. Catarina II e Frederico Guilherme II responderam rapidamente e, apesar dos sucessos iniciais das forças de Kosciuszko, a revolta foi esmagada em novembro de 1794. Segundo a lenda, quando Kosciuszko caiu do cavalo na Batalha de Maciejowice, pouco antes de ser capturado, ele disse "Finis Poloniae", que significa em latim "[Este é] o fim da Polônia". 

## Termos
Representantes austríacos, prussianos e russos se reuniram em 24 de outubro de 1795 para dissolver a Comunidade Polaco-Lituana, com as três potências conquistadoras assinando um tratado para dividir a região em 26 de janeiro de 1797. Isto deu à monarquia dos Habsburgos o controlo dos territórios da Galiza Ocidental e da Mazóvia Meridional, com aproximadamente 1,2 milhões de pessoas; a Prússia recebeu a Podláquia, o restante da Mazóvia e Varsóvia, com 1 milhão de pessoas; e a Rússia recebeu as terras restantes, incluindo Vilnius e 1,2 milhões de pessoas. Ao contrário das partições anteriores, nenhum representante polonês era parte do tratado. Os Habsburgos, a Rússia e a Prússia forçaram o Rei Estanislau a abdicar e se retirar para São Petersburgo, onde morreu como prisioneiro troféu em 1798.  Os vencedores também concordaram em apagar o nome do país:
Face à necessidade de abolir tudo o que possa reavivar a memória da existência do Reino da Polónia, agora que foi efectuada a anulação deste órgão político ... as altas partes contratantes estão de acordo e comprometem-se a nunca incluir nos seus títulos ... o nome ou designação do Reino da Polónia, que permanecerá suprimido a partir do presente e para sempre...

## Consequências

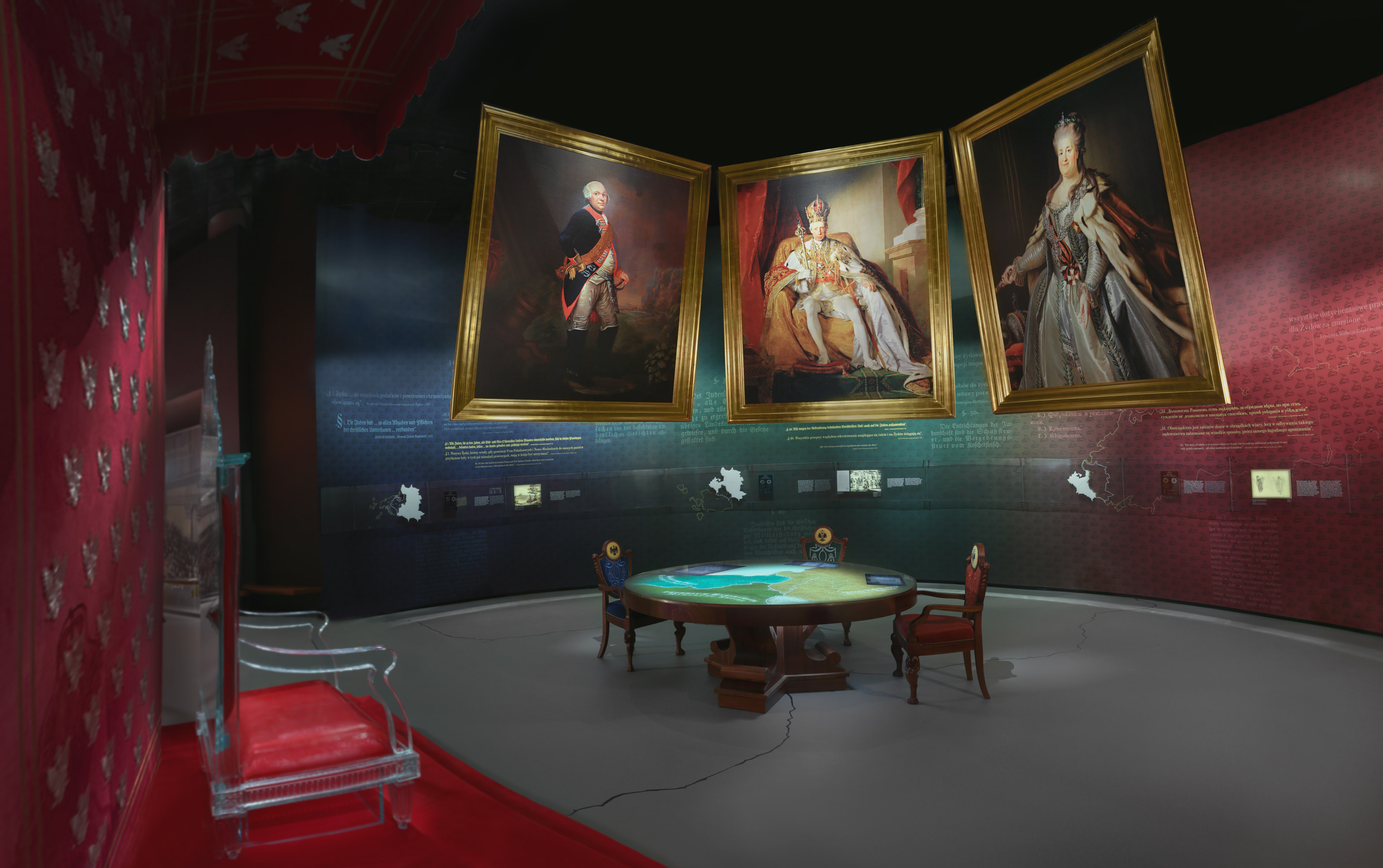
Parte da exposição permanente dedicada às partições da Polônia no Museu de História dos Judeus Poloneses em Varsóvia

A Terceira Partição da Comunidade Polaco-Lituana pôs fim à existência de um estado polaco e lituano independente durante os 123 anos seguintes.  Imediatamente após a Terceira Partição, as potências ocupantes forçaram muitos políticos, intelectuais e revolucionários poloneses a emigrar pela Europa, no que mais tarde ficou conhecido como a Grande Emigração. Esses nacionalistas poloneses participaram de revoltas contra a Áustria, a Prússia e a Rússia em antigas terras polonesas, e muitos serviriam à França como parte das Legiões Polonesas. Além disso, poetas e artistas poloneses fariam do desejo de liberdade nacional uma característica definidora do movimento romântico polonês. A Polônia recuperou brevemente a semi-autonomia em 1807, quando Napoleão criou o Ducado de Varsóvia, mas isso efetivamente terminou com o Congresso de Viena em 1815. O Congresso criou o Reino da Polônia, às vezes chamado de Polônia do Congresso, como um estado fantoche russo. No entanto, mesmo isso chegou ao fim após uma insurreição polonesa em 1831, momento em que a Rússia encerrou a maior parte da autonomia do reino e impôs diversas medidas punitivas à população polonesa. Em 1867, a Rússia tornou a Polônia parte oficial do Império Russo, em vez de um estado fantoche. A Polônia não recuperaria a independência total até o fim da Primeira Guerra Mundial, quando a assinatura do Tratado de Versalhes e o colapso do Império Austro-Húngaro permitiram a ressurreição da soberania nacional polonesa. 